# Académie de Saumur
L’Académie de Saumur est une université protestante fondée à Saumur en mars 1599 par Philippe Duplessis-Mornay, gouverneur de la ville, et supprimée le 8 janvier 1685 dans le contexte de la révocation de l'édit de Nantes qui intervient la même année. Elle joue un rôle important à la fois dans l'histoire du protestantisme français au XVIIe siècle mais aussi dans la théologie protestante, avec l'élaboration par ses professeurs de la doctrine de Saumur.

## Histoire

### La Réforme à Saumur
En 1565, les habitants de Saumur commençaient à se lasser du pouvoir que l'Église locale exerçait sur eux depuis cinq cents ans. La ville était en effet partagée entre les fiefs de l'Abbaye de Saint-Florent et de Fontevrault, et les représentants seigneuriaux abusaient de leurs droits sur la population ; ces droits seigneuriaux étaient d'ailleurs la source de multiples procès. La Réforme protestante reçut donc un accueil favorable par une partie des Saumurois. Les notables de la ville se convertirent les premiers, et une grande partie du peuple suivit. L'avènement de la religion nouvelle à Saumur déclencha une crise iconoclaste, les protestants s'attaquant à tous les symboles de la religion catholique et du culte des images : l’abbaye de Saint-Florent fut ainsi mise à sac, les autels dépouillés, les statues brisées, les reliquaires d’or et d’argent enlevés, ce qui suscita des rancunes laissant augurer des représailles pour l'avenir. 
Pendant les guerres de religion, Saumur fut convoitée par les deux partis et connut les vicissitudes de la guerre. C'était un passage important sur la Loire, aux confins de la Touraine, du Poitou et de l’Anjou, et la possession de cette place revêtait une valeur stratégique. Les protestants y tenaient particulièrement, et Duplessis-Mornay, le gouverneur protestant, qui en obtint le gouvernement de Henri de Navarre en 1588, la considérait comme un des boulevards de la Réforme.
En 1589, Saumur est accordée aux protestants comme place de sûreté par Henri III. En 1596, les protestants tinrent à Saumur un synode national sous les auspices de Duplessis-Mornay.

### Origines de l'Académie de Saumur
Pendant neuf ans, la Ligue demeura impuissante dans ce pays dominé par le château de Saumur, ce qui permit à la ville de prospérer malgré les troubles que connaissaient d'autres régions. En 1592, le gouverneur fit un voyage à la cour au cours duquel il agita pour la première fois la question de fonder une académie à Saumur. Lors d'une de ses conversations avec le roi à propos de ces conférences solennelles entre docteurs catholiques et protestants qu'Henri IV prétendait vouloir instituer pour sa propre instruction, Duplessis-Mornay, prenant au sérieux et avec son ardeur habituelle ce projet qui n’était pour le roi qu'un moyen préparé pour couvrir son abjuration, proposa de réunir à Saumur "jusques une douzaine des plus doctes et excellents ministres ou docteurs de la religion réformée, qui se prépareraient par de communes études aux discussions prochaines."
Le roi approuva ce projet et l'idée fit son chemin dans l'esprit de Duplessis-Mornay. « Particulièrement pour l’instruction de la jeunesse et surtout de la noblesse de la religion, mit en avant de dresser une académie à Saumur, composée des gens doctes nécessaires, et douée de revenu suffisant dont il proposerait les expédients au roi. » Celui qu’on surnommait "le pape des huguenots" avait assez de clairvoyance pour envisager déjà comme un fait certain la prochaine abjuration du roi, car, s'il était trop fin politique pour partager toutes les illusions ou manifester toutes les exigences des plus exaltés de ses coreligionnaires, il était également trop attaché à son Église et à sa foi pour approuver la légèreté de conscience d'Henri IV.
Patriote sincère, haïssant les guerres civiles, c'est au moyen d'une religion éclairée et d'une instruction solide que Duplessis-Mornay prétendait vaincre ses adversaires et forcer la tolérance persévérante du roi. Il pensait qu'en développant la connaissance à profusion autour d'eux et sur eux-mêmes, ses coreligionnaires plaideraient plus éloquemment leur cause que par les armes. C'est donc pendant son voyage de 1592, un an avant l'abjuration du roi, que fut élaborée l'idée première de l’académie de Saumur, qui devait faire de Saumur, « pendant plus d’un demi-siècle, comme une seconde Genève, plus littéraire et plus vivante. »"De 1568 à 1572, Duplessis-Mornay parcourut successivement l’Italie et l’Allemagne, visitant les universités les plus célèbres, embrassant dans ses études les connaissances les plus variées, apprenant à Padoue la botanique et l’hébreu, à Heidelberg le droit et l'allemand, distingué partout par les hommes les plus doctes et les plus éminents."
L'organisation de l’Académie de Saumur ne se fit pas dans les mêmes conditions que dans le cas des autres établissements du même type comme les académies de Montauban, de Sedan, etc. Dans cette ville où une partie de la population restait catholique, contrairement à Montauban ou Nîmes, les catholiques avaient un collège communal et la liberté d'enseigner dans des écoles élémentaires ou secondaires. Venu à Saumur en 1593, Henri IV fut à même d’apprécier tous les avantages de situation, de climat et autres d'un ordre plus élevé que présentait la ville de Saumur pour l’installation d'une académie. Il fut loin de décourager le fidèle Duplessis-Mornay avec lequel il discuta au contraire longuement, « des moyens de fonder dans cette ville un centre d’études solides et complètes, pour les enfants de l’Église réformée. » Des lettres d’érection pour un collège à Saumur « garny de professeurs ès trois langues, et ès artz et sciences, promettant de pourvoir, quand la nécessité de ses affaires le permettoit, au bastiment et entretenement d’iceluy » octroyées par Henri furent à l'origine de cette académie.

### Fondation de l'académie
L'Académie fut ouverte en 1599 ou 1600. Le premier subside annuel de 43 000 écus fut reçu du roi lorsque parut l'édit de Nantes, ce qui leva toutes les difficultés. À partir de ce moment, on n'eut qu'à procéder à la formation de l'Académie de Saumur. La première idée de Duplessis-Mornay avait été de provoquer la réunion de docteurs protestants pour l'étude préparatoire des débats publics et controverses solennelles. Mais il en changea rapidement. Son but principal devint de former les jeunes gens, surtout les futurs ministres à l’étude des lettres et de la théologie afin de les préparer à toutes les difficultés de la carrière qu’ils allaient embrasser, et en particulier aux controverses : telle était la grande préoccupation du protestantisme de cette époque.
Les bâtiments de l’académie de Saumur s'élevèrent dès l’origine dans la rue Saint-Jean et étaient contigus à l'hôtel de ville, où Duplessis-Mornay résidait dans les premières années de son gouvernement.

### Enseignements et corps professoral
Héritière de la Réforme et de la pédagogie initiée par l’humanisme, l’Académie était largement tournée vers l'étude des langues anciennes (latin et grec), ainsi que vers celles de la philosophie et de la théologie. les deux chaires de théologie, celle d’hébreu, celle de grec et les deux de philosophie. Le collège, dirigé par un principal, était divisé en six classes, dont la plus élevée s’appelait la rhétorique. Le recteur était assisté par un conseil académique.

### Apogée de l'académie (1635-1670)
À partir de 1635 et jusque dans les années 1660, l’académie de Saumur devient un haut lieu de la culture protestante, connue de toute l'Europe calviniste. Cette célébrité est essentiellement due à la présence dans le corps enseignant des professeurs de théologie Louis Cappel, Moïse Amyraut et Josué de la Place, qui élaborent une nouvelle doctrine théologique, connue sous le nom de "doctrine de Saumur", mais aussi d’hellénisants tels que Tanneguy Le Fèvre ou encore à Gabriel Dugrès (fl. 1630-1660), grammairien, linguiste et pédagogue angevin, originaire de Saumur et réfugié huguenot en Angleterre en raison de son protestantisme et qui enseigna le français aux étudiants anglais et futurs élèves de l'Académie saumuroise dont il faisait l'éloge.

### Fermeture de l'académie
À partir de la fin des années 1660, les tensions se multiplient entre catholiques et réformés et l’établissement est supprimé, par arrêt du Conseil d’état, le 8 janvier 1685, peu avant la promulgation, en octobre 1685, de l'édit de Fontainebleau révoquant l'édit de Nantes.

## La doctrine de Saumur
La théologie dite doctrine de Saumur, vision arminienne du calvinisme (c'est-à-dire en contre-influence à la doctrine de la prédestination) fut élaborée par John Cameron et popularisée par Moïse Amyraut, tous deux professeurs de l'Académie de Saumur. Cette théologie fut adoptée par les grands noms du corps professoral de l'Académie. Les tenants de cette théologie sont aussi appelés universalistes puisqu'ils soutiennent que la grâce est acquise en principe à tout le genre humain.

## Enseignants et étudiants
Enseignants
- Antoine Renaud (1603)
- Robert Boyd of Trochrig (en)
- John Cameron (de 1618 à 1622)
- Moïse Amyraut (de 1626 à 1664)
- Jacques Cappel (de 1657 à 1685)
- Louis Cappel (de 1626 à 1657)
- Isaac d'Huisseau (de 1630 à 1670)
- Josué de La Place (de 1631 à 1655)
- Claude Pajon (de 1666 à 1667)
- Tanneguy Lefebvre (de 1651 à 1670)
- Marc Duncan (de 1606 à 1624, principal de l'Académie)
- Franco Burgersdijk
- Josué de La Place (de 1621 à 1625)
- Jean-Robert Chouet (de 1664 à 1669).
- William Craig, professeur de philosophie
- Jean Benoist

Étudiants
- William Penn, fondateur de la Pennsylvanie, est durant l'année 1663-1664 l'élève de Moïse Amyraut. Ce dernier eut sur le jeune William Penn une profonde influence[3].